# Omorul lui Lee Rigby

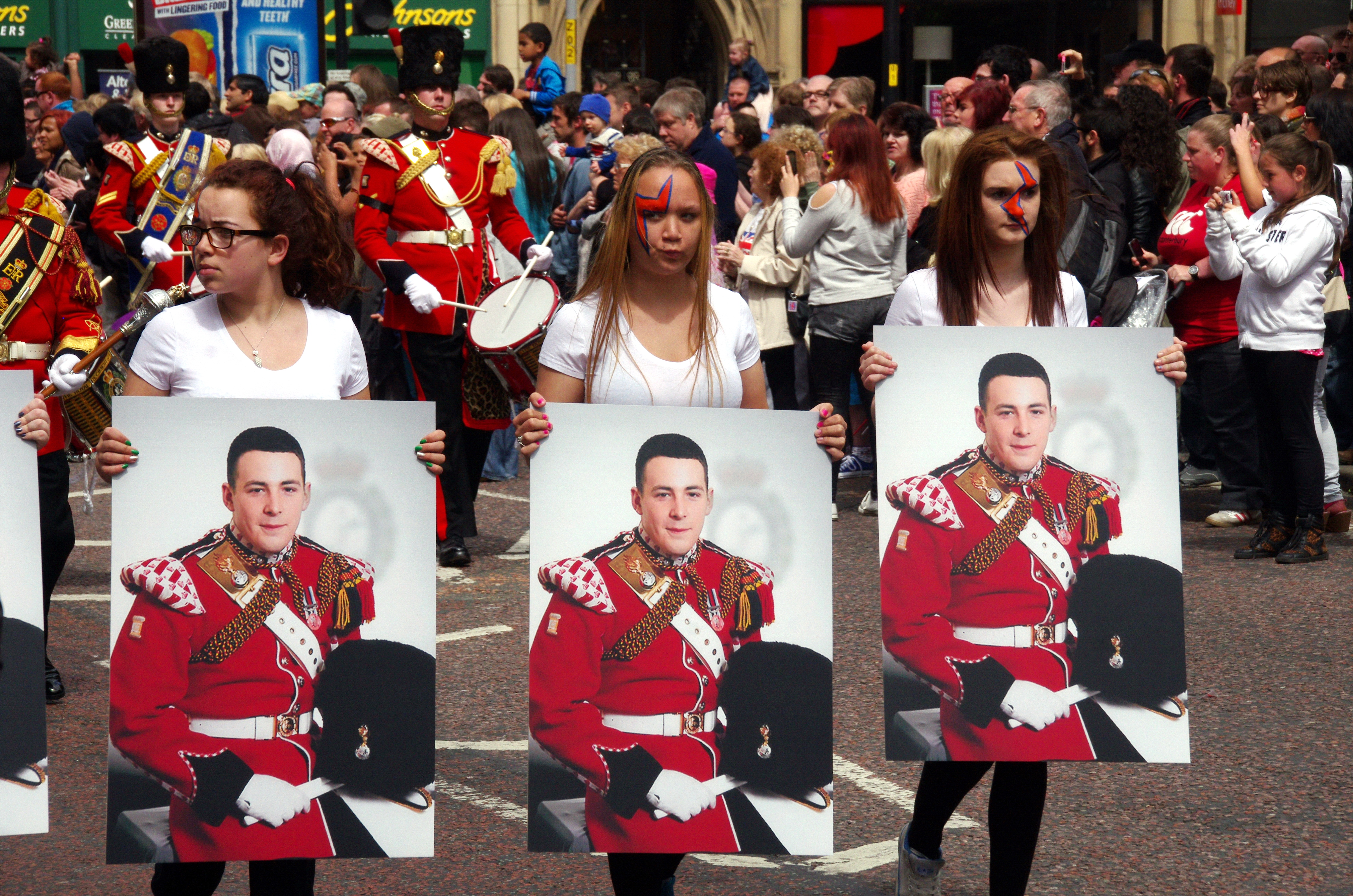
Omagiul lui Lee Rigby

Atacul din Woolwich din 2013 a avut loc pe data de 22 mai, ora locală 14:20, când un soldat fără uniformă, Lee Rigby a fost mai întâi lovit cu automobilul, iar apoi a fost decapitat, de către 2 islamiști nigerieni, cetățeni britanici (născuți în Regatul Unit) în Woolwich, în sud-estul Londrei.
Lee Rigby, în vârstă de 25 de ani, s-a înrolat în armată în 2006, iar în 2009 a fost trimis să participe la operațiunile din provincia afgană Helmand. El revenise la Londra și se ocupă de recrutări.

## Desfășurare
Pe 22 mai 2013 în cartierul londonez Woolwich, în plină stradă a fost ucis un militar al celui de-al II-lea Regiment Regal de Fusilieri. Soldatul a fost mai întâi lovit cu un automobil după care, rănit, a fost târât în mijlocul străzii și "atacat cu sălbăticie" cu un satâr și o macetă, după care a fost decapitat.

Unul dintre atacatori a profitat de prezența camerelor de luat vederi pentru a face o declarație publică către britanici: 
„Jurăm pe Allah cel atotputernic că nu vom înceta niciodată să luptăm împotriva voastră. Trebuie să ne luptăm cu ei, așa cum ei se luptă cu noi, ochi pentru ochi, dinte pentru dinte. Îmi cer scuze pentru că femeile voastre au fost martore la ceea ce s-a întâmplat astăzi dar, în țara noastră, femeile văd același gen de lucruri”
..
După o întârziere de 20 de minute, polițiștii londonezi au sosit la fața locului. Agresorii au început să atace forțele de ordine, moment în care polițiștii au deschis focul și i-au împușcat. Cei doi bărbați au fost transportați la două spitale diferite din Londra, unde au primit îngrijiri medicale. Unu dintre ei s-a aflat în stare gravă.

## Atacatori
Cei doi atacatori sunt doi britanici de origine nigeriană: Michael Adebolajo și Michael Adebowale, primul a fost arestat în 2010, în Kenya, pentru că ar fi pus la cale un complot de inspirație Al-Qaeda, fiind ulterior extrădat în Regatul Unit.

## Reacții
- Premierul britanic, David Cameron a declarat joi (23 mai), după o reuniune a celulei de criză pe tema uciderii soldatului la Londra: „Este vorba nu numai despre un atac împotriva Marii Britanii, ci și despre o trădare a islamului”[6].

- La câteva ore după ce soldatul britanic a fost decapitat în plină stradă, zeci de membri ai grupării de extremă dreapta English Defence League au protestat la intrarea în Woolwich Royal Arsenal, lângă locul crimei, scandând sloganuri antimusulmane și îmbrâncindu-se cu polițiștii. Protestul extremiștilor, organizat cu ajutorul rețelelor sociale, a durat o oră. Forțele de ordine au blocat ieșirea dintr-un pub și au dejucat o tentativă de a ataca o moschee. Liderul EDL a cerut guvernului britanic să reacționeze și să înțeleagă că „britanicii sunt foarte mâhniți“[7].